# Simulium cavum
Simulium cavum är en tvåvingeart som beskrevs av Gibbins 1938. Simulium cavum ingår i släktet Simulium och familjen knott.
Artens utbredningsområde är Uganda. Inga underarter finns listade i Catalogue of Life.